# Marco Porcio Catone
(Marco Porcio Catone)
Marco Porcio Catone (in latino Marcus Porcius Cato; nelle epigrafi M·PORCIVS·M·F·CATO; Tusculum, 234 a.C. circa – Roma, 149 a.C.) è stato un politico, generale e scrittore romano, chiamato anche Catone il Censore (Cato Censor), Catone il Sapiente (Cato Sapiens), Catone l'Antico (Cato Priscus), Catone il Vecchio per aver superato di molto l'età media massima di vita allora a Roma o Catone il Maggiore (Cato Maior) per distinguerlo dal pronipote Catone l'Uticense.

## Biografia

### Ritratto
Plutarco, autore delle Vite parallele, dà questo ritratto di Catone: 

### Origini familiari

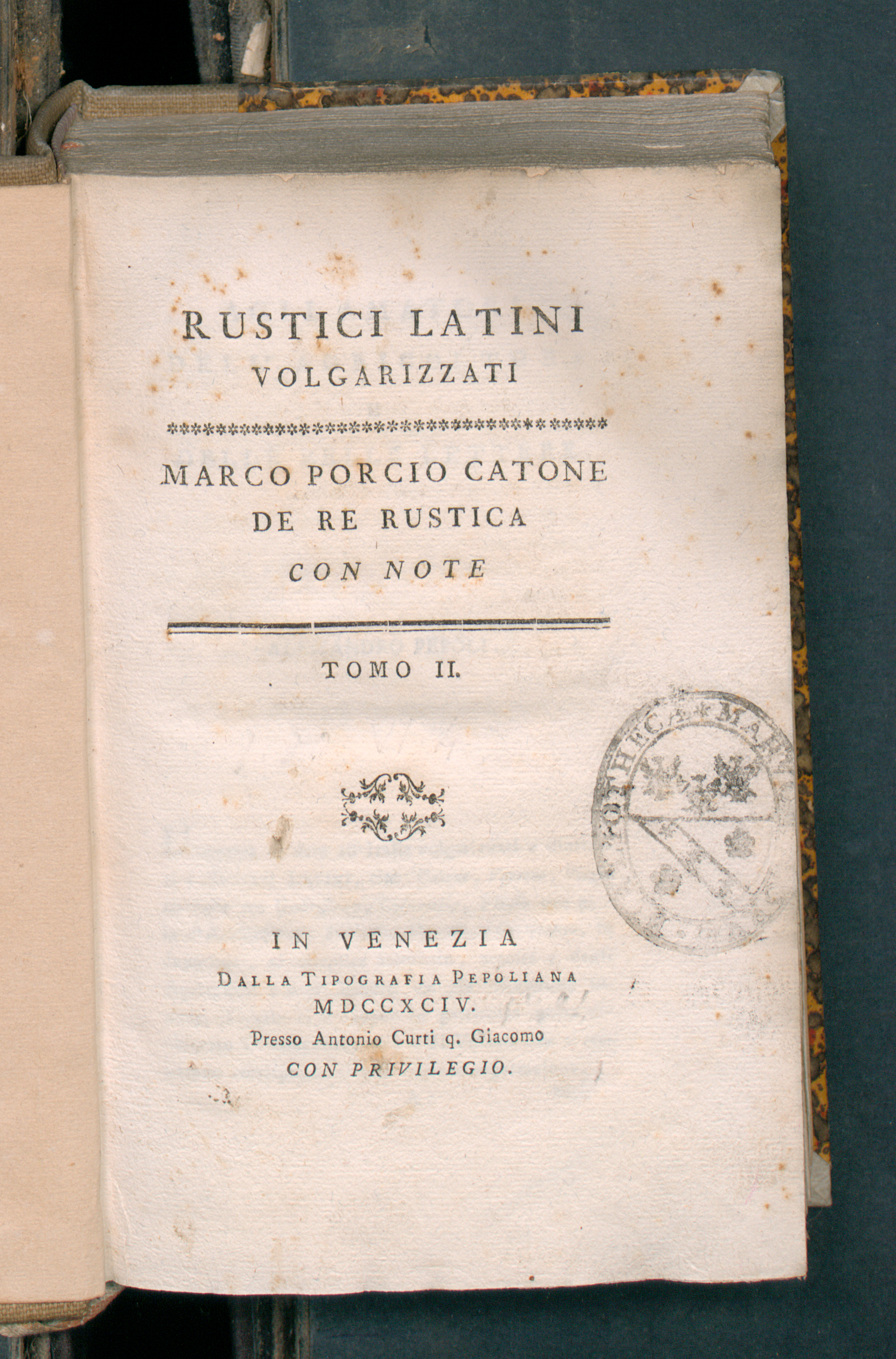
De re rustica, 1794

Nacque nel 234 a. C. a Tusculum, da un'antica famiglia plebea che si era fatta notare per qualche servizio militare, ma che non aveva mai avuto esponenti tra le più importanti cariche civili. Fu allevato, secondo la tradizione dei suoi antenati latini, perché divenisse agricoltore, attività alla quale egli si dedicò costantemente quando non fu impegnato nel servizio militare. Ma, avendo attirato l'attenzione di Lucio Valerio Flacco, fu condotto a Roma, e divenne successivamente questore (204), edile (199), pretore (198) e console nel 195 percorrendo tutte le tappe del cursus honorum assieme al suo vecchio protettore; nel 184 divenne infine censore.
Marco Porcio Catone è considerato il fondatore della Gens Porcia.
Ebbe due mogli: la prima fu Licinia, un'aristocratica della Gens Licinia, da cui ebbe come figlio Marco Porcio Catone Liciniano; la seconda, è Salonia, figlia di un suo liberto, sposata in tarda età dopo la morte di Licinia, da cui ebbe Marco Porcio Catone Saloniano, nato quando il Censore aveva 80 anni.

### Carriera politica
(Marco Porcio Catone, citato in Aulo Gellio, Notti attiche, XI, 18, 18)
Nel 204 a.C. prestò servizio in Africa come questore con Scipione l'Africano, ma lo abbandonò dopo un litigio a causa di presunti sperperi. Nel 195 a.C. si oppose invano all'abrogazione della lex Oppia, emanata durante la seconda guerra punica per contenere il lusso e le spese esagerate da parte delle donne. 
Comandò poi in Sardegna, dove per la prima volta mostrò la sua rigidissima moralità pubblica, e in Spagna, che assoggettò spietatamente, guadagnando di conseguenza la fama di trionfatore (194 a.C.).
Nel 191 a.C. ricoprì il ruolo di tribuno militare nell'esercito di Manio Acilio Glabrione nella guerra contro Antioco III il Grande di Siria, giocò un ruolo importante nella battaglia delle Termopili e attaccando alle spalle Antioco permise la vittoria dei romani, che segnò la fine dell'invasione seleucide della Grecia. Nel 189 a.C. condusse un processo sia contro Scipione l'Africano sia contro il fratello Scipione l'Asiatico, accusandoli di aver concesso dei favori personali al re di Siria Antioco III e di aver dissipato il tesoro dello Stato. Il caso degli Scipioni consiste in uno dei più grandi scandali della Repubblica Romana, considerando che, soprattutto Scipione L'Africano, era considerato l'eroe della Seconda Guerra Punica.

#### Opera pubblica
La sua reputazione di soldato era quindi consolidata; da quel momento in poi egli preferì servire lo Stato a casa, esaminando la condotta morale dei candidati alle cariche pubbliche e dei generali sul campo. Pur non essendo egli personalmente coinvolto nel processo per corruzione contro gli Scipioni (l'Africano e l'Asiatico), fu tuttavia lo spirito che animò l'attacco contro di loro. Persino Scipione l'Africano, che si rifiutò di rispondere all'accusa, affermando solo: "Romani, questo è il giorno in cui io sconfissi Annibale", venendo assolto per acclamazione, trovò necessario ritirarsi, auto-esiliandosi, nella sua villa a Liternum. L'ostilità di Porcio Catone risaliva alla campagna d'Africa quando discusse con Scipione per l'eccessiva distribuzione del bottino tra le truppe, e la vita sfarzosa e stravagante che quest'ultimo conduceva.

#### Censore
Al secondo tentativo, nel 184, egli fu eletto censore ed esercitò questa carica per quattro anni così bene che gli venne assegnato il soprannome di Censore (anche per il suo carattere severo, per il suo austero moralismo e per l'asprezza delle critiche rivolte da lui contro ogni indizio di corruzione delle antiche virtù romane).

##### Contro l'ellenismo
Catone si oppose inoltre all'ellenizzazione, ossia il diffondersi della cultura ellenistica, che egli riteneva minacciasse di distruggere la sobrietà dei costumi del vero romano, sostituendo l'idea di collettività con l'esaltazione del singolo individuo. Fu nell'esercizio della carica di censore che questa sua determinazione fu più duramente esibita e ovviamente il motivo dal quale gli derivò il suo celebre soprannome. Revisionò con inflessibile severità la lista dei senatori e degli equites, cacciando da ogni ordine coloro che riteneva indegni, sia per quanto riguarda la moralità, che per la mancanza dei requisiti economici previsti. L'espulsione di Lucio Quinzio Flaminino per ingiustificata crudeltà, fu un esempio della sua rigida giustizia.

##### Contro il lusso
La sua lotta contro il lusso fu assai serrata. Impose una pesante tassa sugli abiti e gli ornamenti personali, specialmente delle donne, e sui giovani schiavi comprati come concubini o favoriti domestici (leggi sumptuariae). Nel 181 a.C. appoggiò la lex Orchia (secondo altri egli prima si oppose alla sua introduzione, e successivamente alla sua abrogazione), la quale prescriveva un limite al numero di ospiti in un ricevimento, e nel 169 a.C. la lex Voconia, uno dei provvedimenti che miravano a impedire l'accumulo di un'eccessiva ricchezza nelle mani delle donne,
nei cui confronti in realtà Catone appare quasi un nemico. Ne limitò il lusso degli abiti e dei gioielli, e si oppose al possesso da parte della donna di denaro e ricchezza, sempre in difesa dei valori morali della Repubblica.
Con le donne di casa, mogli, figlie o schiave, fu assai severo, fino a sfiorare talvolta la tirannia; una delle cause di dissenso con gli Scipioni era proprio la libertà e il lusso che questi concedevano alle donne.

##### Contro i Baccanali
Fu assai disgustato, assieme a molti altri dei romani più conservatori, dalla diffusione dei riti misterici dei Baccanali, che egli attribuì all'influenza negativa dei costumi greci; perciò sollecitò con veemenza l'espulsione dei filosofi greci (Carneade, Diogene lo Stoico e Critolao), che erano giunti come ambasciatori da Atene, sulla base della pericolosa influenza  delle idee diffuse da costoro.

##### Contro i medici
Catone provava ripugnanza per i medici, che erano principalmente greci. Ottenne il rilascio di Polibio, lo storico, e dei suoi compagni prigionieri, chiedendo sprezzante se il Senato non avesse niente di più importante da discutere del fatto che qualche greco dovesse morire a Roma o nella sua terra. Era quasi ottantenne quando, secondo quanto dicono le fonti biografiche, ebbe il suo primo contatto con la letteratura greca; anche se, dopo aver esaminato i suoi scritti, è verosimile ritenere che possa aver avuto un contatto con le opere greche per gran parte della sua vita.

##### Contro Cartagine
Il suo ultimo impegno pubblico fu di spronare i suoi compatrioti verso la terza guerra punica e la distruzione di Cartagine. Nel 157 a.C. fu uno dei delegati mandati a Cartagine per arbitrare tra i cartaginesi e Massinissa, re di Numidia. La missione fu fallimentare e i commissari ritornarono a casa. Ma Porcio Catone fu colpito dalle prove della prosperità dei cartaginesi a tal punto da convincersi che la sicurezza di Roma dipendesse dalla distruzione totale di Cartagine. Da quel momento egli continuò a ripetere in Senato: «Ceterum censeo Carthaginem delendam esse.» ("Per il resto ritengo che Cartagine debba essere distrutta."). È noto che egli ripeteva ciò alla conclusione di ogni suo discorso.

##### Altre attività
Riguardo alle altre questioni egli fece riparare gli acquedotti di Roma, pulire le fognature, impedì a soggetti privati di deviare le acque pubbliche per il loro uso personale, ordinò la demolizione di edifici che ostruivano le vie pubbliche, e costruì la prima basilica nel Foro vicino alla Curia (Livio, Ab Urbe condita, XXXIX, 44; Plutarco, Vita di Catone, 19). Aumentò inoltre la somma dovuta allo stato dai pubblicani per il diritto di riscuotere le tasse e allo stesso tempo diminuì il prezzo contrattuale per la realizzazione di lavori pubblici.

### Morte
Dalla data della sua carica di censore (184 a.C.) alla sua morte, avvenuta nel 149 a.C. sotto il consolato di Manio Manilio Nepote e Lucio Marcio Censorino, Porcio Catone non occupò nessun'altra carica pubblica, ma continuò a distinguersi in Senato come tenace oppositore ad ogni nuova influenza.
Solo dopo la sua morte si iniziò la spedizione contro Cartagine (149 a.C.), che lui aveva voluto.

## La visione della società
Per Porcio Catone la vita individuale era un continuo auto-disciplinarsi, e la vita pubblica era la disciplina dei molti. Egli riteneva il singolo pater come il principio della famiglia, e la famiglia come il principio dello stato. Attraverso una rigida organizzazione del suo tempo egli realizzò un'enorme quantità di opere; pretese inoltre la medesima applicazione dai suoi dipendenti.

### Riconoscimenti
Per i Romani stessi ci fu poco nella sua condotta che sembrasse necessario censurare; fu sempre rispettato e considerato come un esempio tradizionale degli antichi e più genuini costumi romani. Nel notevole passo (XXXIX, 40) in cui Livio descrive il carattere di Porcio Catone, non c'è alcuna parola di biasimo per la rigida disciplina della sua condotta domestica.

## Opera letteraria
Porcio Catone è tra le principali personalità della letteratura latina arcaica: egli fu oratore, storiografo e trattatista. Fu autore di una vasta raccolta di manuali tecnico-pratici, con i quali intendeva difendere i valori tradizionali del mos maiorum contro le tendenze ellenizzanti dell'aristocrazia legata al circolo degli Scipioni, indirizzata al figlio Marco, i Libri ad Marcum filium o Praecepta ad Marcum filium, di cui si conserva per intero soltanto il Liber de agri cultura, in cui esamina, soprattutto, l'azienda schiavile che tanto spazio si conquisterà poi in età imperiale. Affrontò inoltre la tematica dei valori tradizionali romani anche in un Carmen de moribus, di cui sono ad oggi pervenuti pochissimi frammenti.
Fin dalla giovinezza si dedicò all'attività oratoria: sul finire della Repubblica erano note ben 150 sue orazioni, mentre attualmente sono conservati solo frammenti, di varia estensione, riconducibili a circa ottanta orazioni diverse. Si distinguono tra esse orationes deliberativae, ovvero discorsi pronunciati in Senato a favore o contro una proposta di legge, e orationes iudiciales, discorsi giudiziari di accusa o difesa.
Fu inoltre autore, in vecchiaia, della prima opera storiografica in lingua latina, le Origines, il cui argomento era la storia romana dalla leggendaria fondazione fino al II secolo a.C. Dell'opera, pur significativa dal punto di vista ideologico, si conservano scarsi frammenti. Catone individua nel culmine del percorso educativo la formazione di un vir bonus, dicendi peritus (uomo di valore, esperto nel dire), espressione che sarà il cardine del successivo modello educativo romano.
L'opera letteraria di Catone, in particolare quella storica e oratoria, fu elogiata da Cicerone, che definì il censore primo grande oratore romano e il più degno d'essere letto. Nella prima età imperiale, nonostante l'ideologia catoniana coincidesse in buona parte con la politica restauratrice del mos maiorum promossa da Augusto, l'opera di Catone fu oggetto di sempre minore interesse. Con l'affermarsi delle tendenze arcaizzanti nel II secolo, invece, essa fu oggetto di grandi attenzioni, seppure a carattere esclusivamente linguistico ed erudito: Gellio e Cornelio Frontone ne tramandarono molti frammenti, e l'imperatore Adriano dichiarò di preferirlo addirittura a Cicerone.
A partire dal IV secolo iniziò a perdersi la conoscenza diretta della sua opera, con l'eccezione del manuale sull'agricoltura. Grande diffusione ebbe invece la raccolta di proverbi in esametri erroneamente attribuitagli, denominata Disticha Catonis (con anche alcuni Monosticha Catonis), in realtà composta probabilmente nel III secolo.

## Edizioni
- Scriptores rei rusticae, Venetiis, apud Nicolaum Ienson, 1472 [Contiene i De re rustica di Catone, Varrone, Columella e Rutilio Tauro Palladio] (editio princeps).
- De agri cultura liber, Recognovit Henricus Keil, Lipsiae, in aedibus B.G. Teubneri, 1895.
- De agri cultura, ad fidem Florentini codicis deperditi edidit Antonius Mazzarino, Lipsiae, in aedibus B.G. Teubneri, 1962.
- Marci Porci Catonis Oratio pro Rhodiensibus. Catone, l'Oriente Greco e gli Imprenditori Romani. Introduzione, Edizione Critica dei Frammenti, Traduzione Ital. e Commento, a cura di Gualtiero Calboli, Bologna 1978.

## Traduzioni italiane
- Catone, De re rustica, con note, [Traduzione di Giuseppe Compagnoni], Tomo I-III, Venezia, nella stamperia Palese, 1792-1794 («Rustici latini volgarizzati»).
- Catone, Dell'agricoltura, Versione di Alessandro Donati, Milano, Notari, 1929.
- Liber de agricoltura, Roma, Ramo editoriale degli agricoltori, 1964.
- L'agricoltura, a cura di Luca Canali e Emanuele Lelli, Milano, A. Mondadori, 2000.
- Opere, a cura di Paolo Cugusi e Maria Teresa Sblendorio Cugusi, 2 voll., Torino, UTET, 2001.